# Иарб
Иарб (др.-греч. Ἱάρβας, лат. Hiarbas) — царь Нумидии, родственник Югурты.
После падения Югурты в югуртинской войне Иарб получил часть Нумидии. В гражданской войне между Гаем Марием и Луцием Корнелием Суллой, Иарб был на стороне первого. Когда сторонники Мария в Африке были разбиты Помпеем Великим, Иарб был взят в плен и казнён. Сохранилось несколько монет, которые приписывают Иарбу.